# 페스카세롤리
페스카세롤리(이탈리아어: Pescasseroli)는 이탈리아 아브루초주 라퀼라도에 있는 코무네이다. 여름과 겨울 리조트로 유명하고 아브루초 국립공원의 본부가 있는 곳이다. 1866년에 철학자 베네데토 크로체가 이곳에서 태어났다.

## 자매 도시
- 이탈리아 포자
- 이탈리아 칸델라
- 프랑스 카스텔란느
- 미국 버펄로

## 같이 보기
- 아브루초 국립공원